# Звидки
Зви́дки — залізничний зупинний пункт Харківської дирекції Південної залізниці, що знаходиться в селі Борова Зміївського району Харківської області. Поїзди далекого прямування по платформі Звидки не зупиняються.

## Шляховий розвиток
Парні і непарні колії перегону Основа — Жихор.

## Споруди
Навіс для очікування пасажирами електропотягу.

## Потяги
Ділянка Основа — Зміїв обслуговується виключно електропоїздами ЕР2, ЕР2Р, ЕР2Т депо Харків. У парному напрямку потяги йдуть до станцій Харків-Пасажирський, Харків-Левада, у непарному — до станцій  Зміїв, Шебелинка, Балаклія, Савинці, Ізюм.

## Цікаві факти
На переїзді який примикає до зупинного пункту зберігся колишній будинок доглядача, який було побудовано в 1910 році. В наш час переїзд автоматизований і має розташований поруч пост чергового.

## Галерея

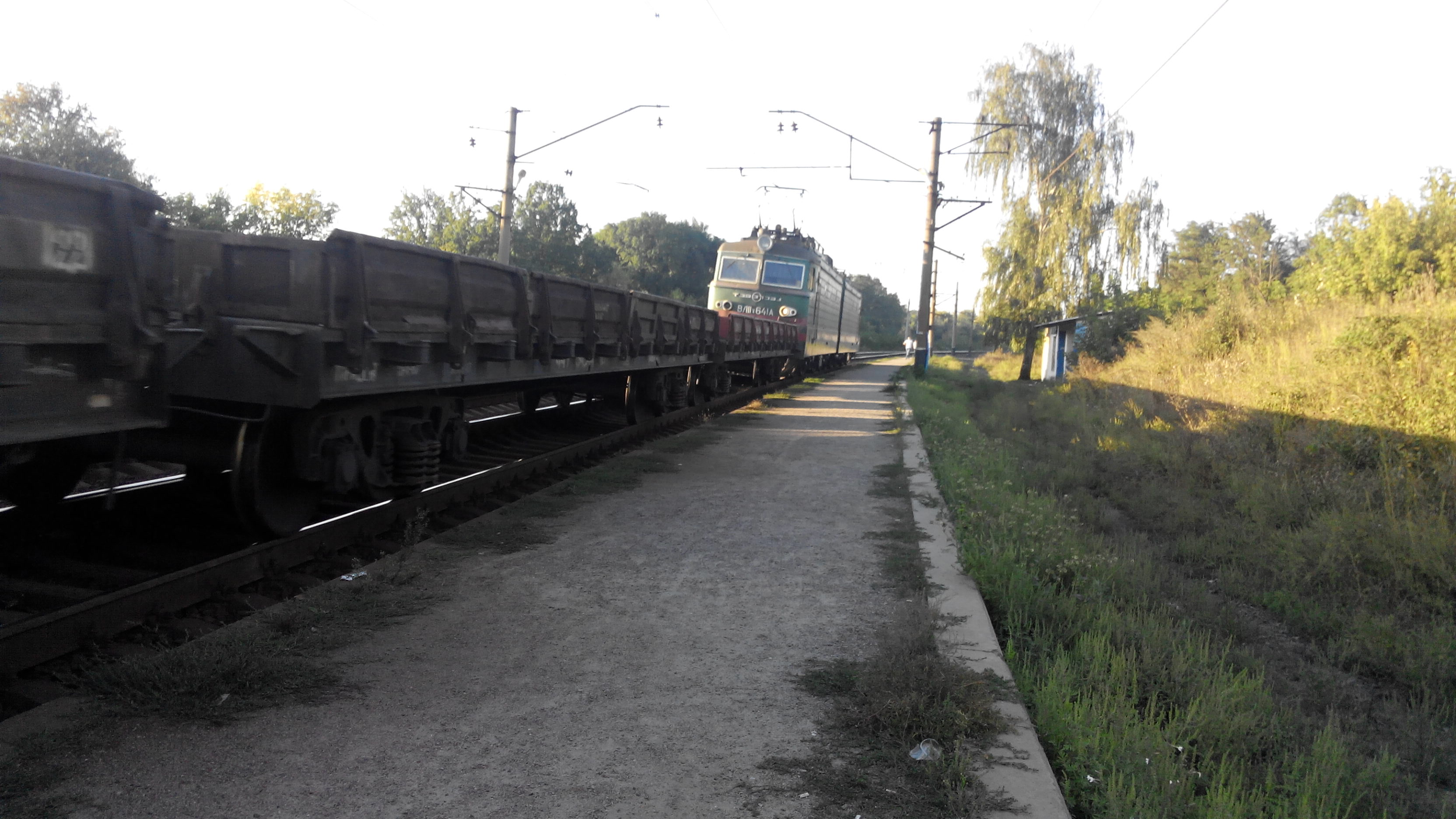
Вантажний состав, який проходить вздовж зупинного пункту. Електровоз ВЛ11-641А
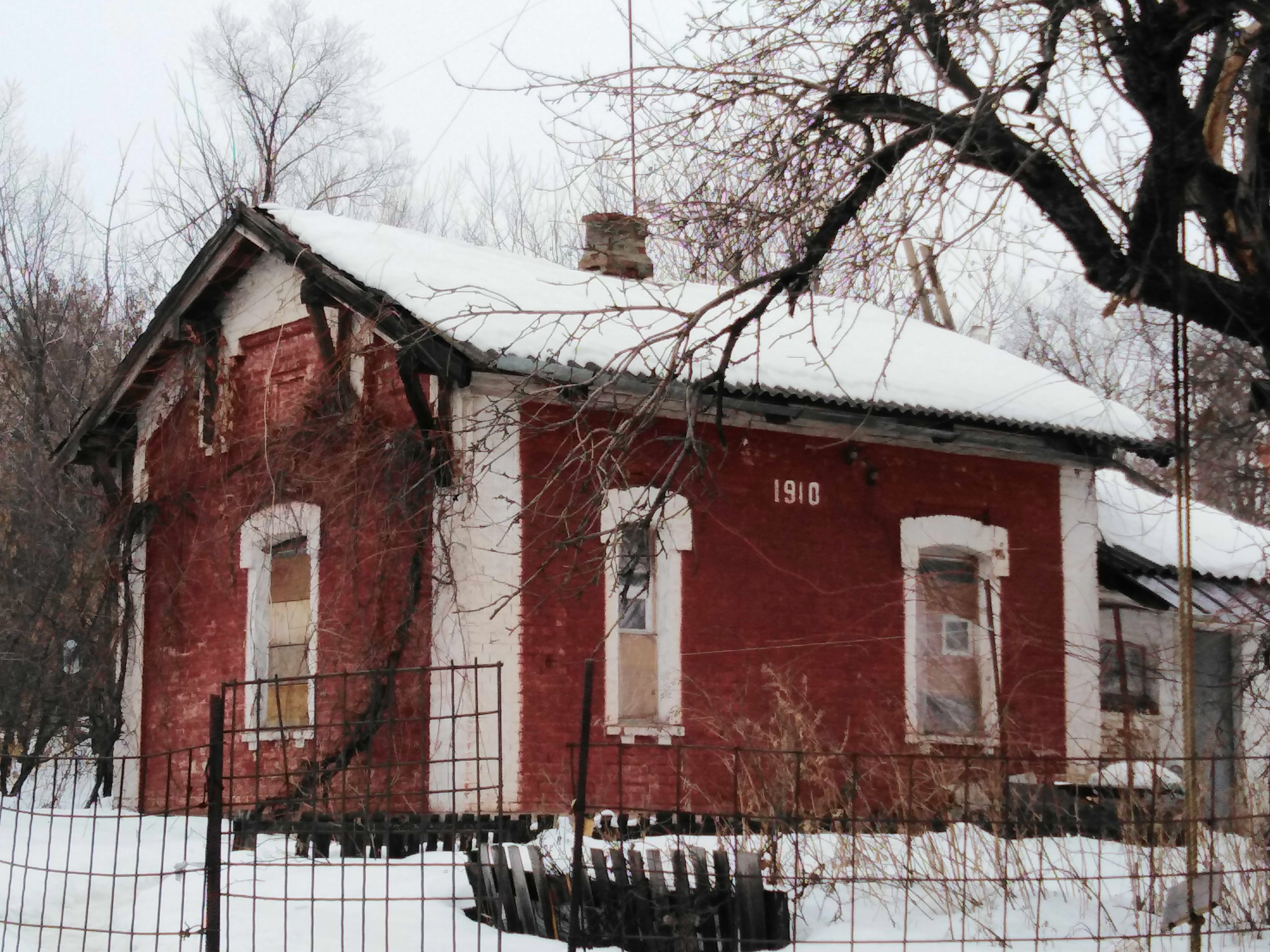
Колишній будинок доглядача